# Siniotrochus
Genre
Siniotrochus est un genre d'holothuries (concombres de mer) abyssales de la famille des Myriotrochidae.

## Liste des genres
Selon World Register of Marine Species (17 février 2015) :
- Siniotrochus myriodontus Gage & Billett, 1986
- Siniotrochus phoxus Pawson, 1971
- Siniotrochus spiculifer Belyaev & Mironov, 1981